# Kasteel Lichtenstein

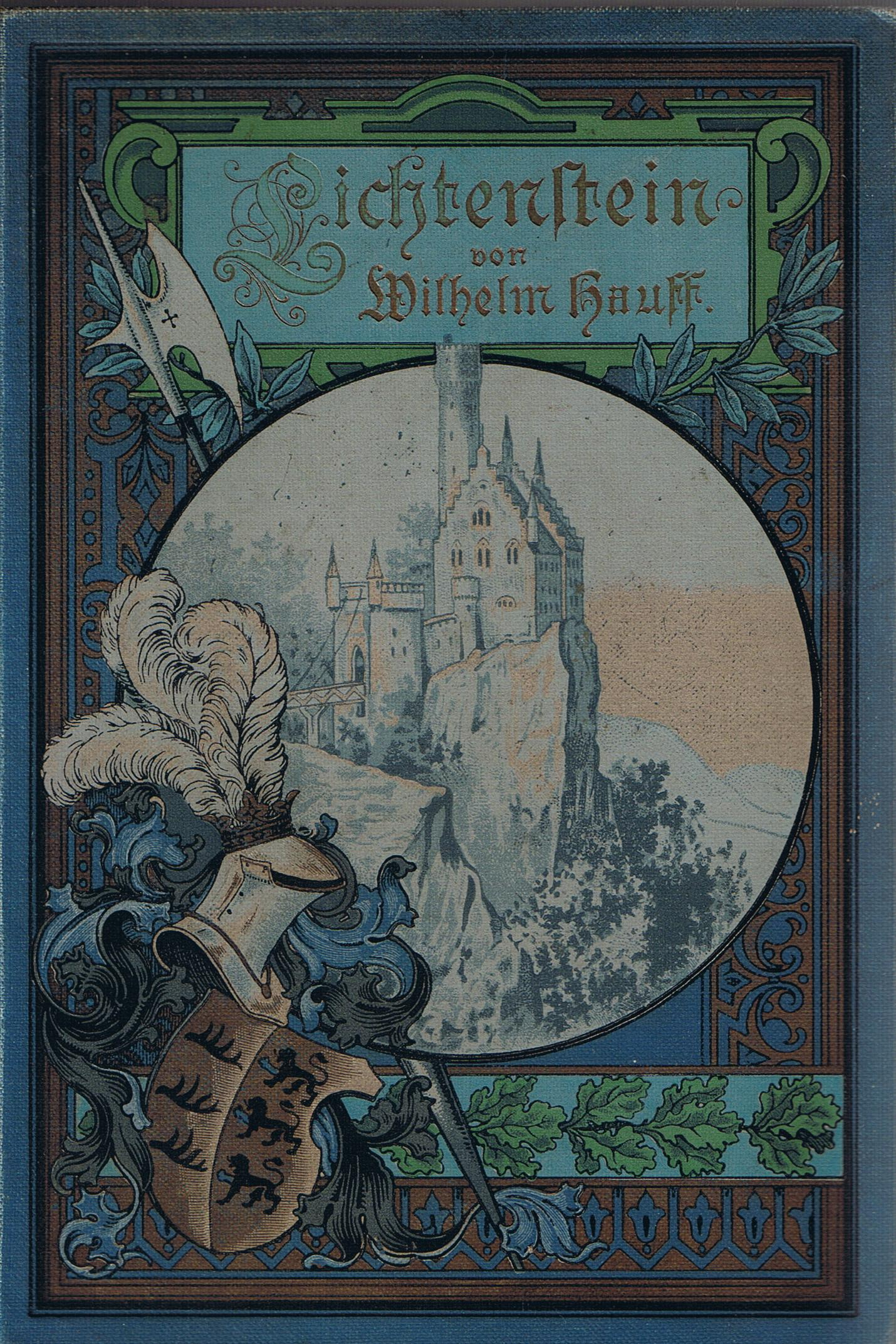
Kaft van de roman Lichtenstein van Wilhelm Hauff

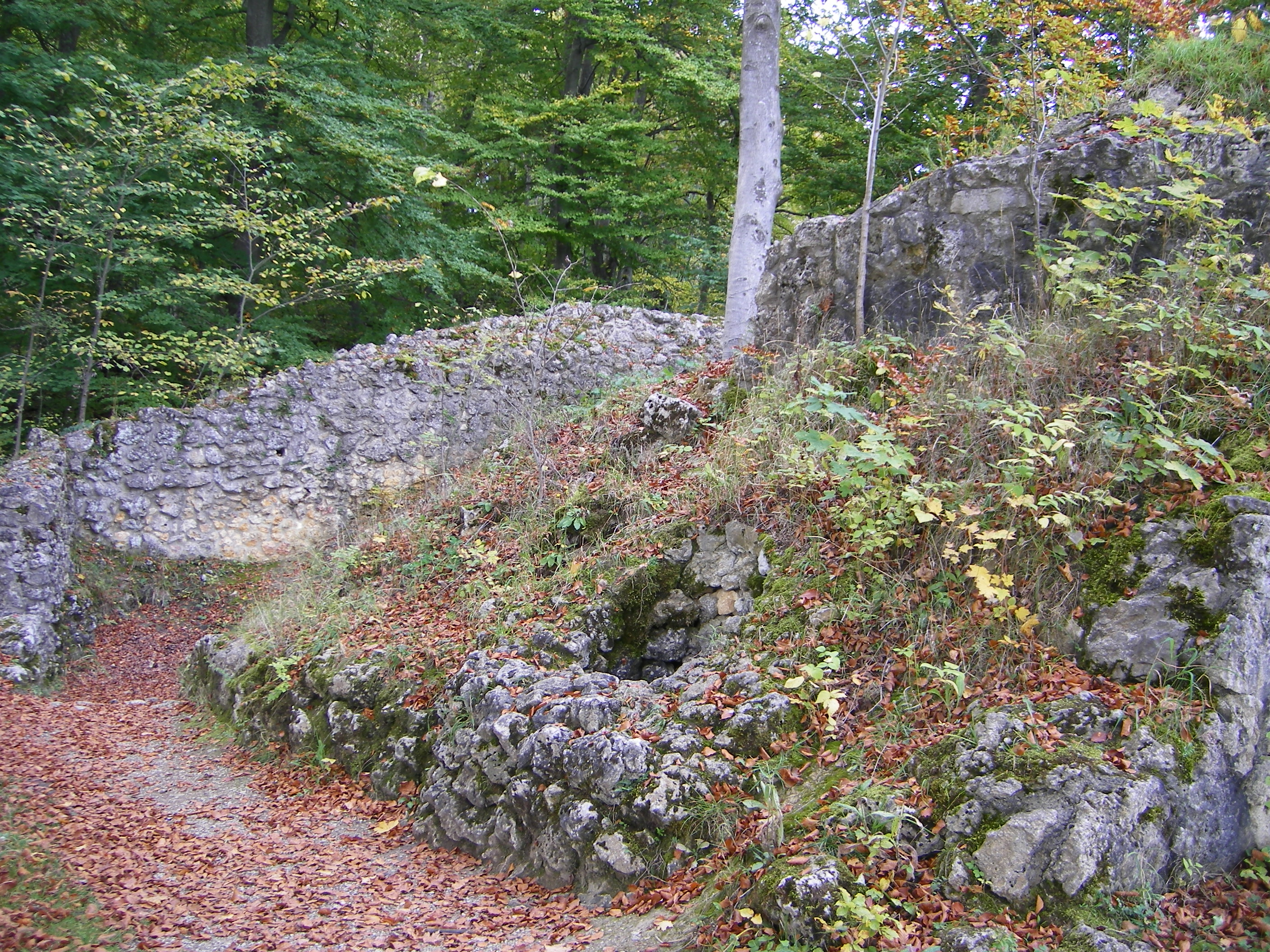
Ruine van het oude kasteel Lichtenstein

Kasteel Lichtenstein (Duits: Schloss Lichtenstein) is een particulier kasteel dat werd gebouwd van 1840 tot 1842 in neogotische stijl, gelegen in de Zwabische Jura van Zuid-Duitsland. Het is ontworpen door Carl Alexander Heideloff. Het kijkt uit over de Echaz-vallei bij Honau, Reutlingen in de deelstaat Baden-Württemberg. Het kasteel is een toeristische attractie.
Het moderne kasteel is geïnspireerd op de roman Lichtenstein (1826) van Wilhelm Hauff die op zijn beurt geïnspireerd is op het middeleeuwse kasteel dat tot 1802 op deze plek heeft gestaan. De ruïnes van dit voormalige kasteel liggen op een paar honderd meter afstand. De naam Lichtenstein vertaalt zich als "glanzende steen" of "heldere steen".

## Locatie
Het kasteel ligt aan de Albtrauf, de steile noordwestzijde van de Schwäbische Alb, op een hoogte van 817 meter boven de 250 meter lager gelegen vallei van de Echaz, een kleine zijrivier van de Neckar. Ongeveer 500 meter ten zuidoosten van het kasteel zijn de overblijfselen van de ruïnes van het middeleeuwse kasteel Alt-Lichtenstein ("Alter Lichtenstein").

## Huidige situatie
In de jaren 1980 tot 2002 werd het kasteel gerestaureerd. Dit werd gefinancierd door de Wüstenrot Stiftung en de vereniging voor het behoud van kasteel Lichtenstein.
Het kasteel kan bezocht worden met een rondleiding (toegang zonder rondleiding is niet mogelijk). De binnenplaats van het kasteel is publiek toegankelijk vanwaar verschillende bouwkenmerken zichtbaar zijn zoals een kanontoren. Bijzondere bezienswaardigheden zijn verzamelobjecten, zoals verschillende historische artilleriestukken.